# علي الجراح
 علي الجراح (ولد 1958) هو رجل لبناني اتهم بالتجسس لصالح إسرائيل لمده 25 عاما.

## التجسس
ووفقا لما ذكرته صحيفة «نيويورك تايمز»، فانه في أعقاب الغزو الإسرائيلي 1982للبنان (حرب لبنان 1982)، سجن جراح وقام ضباط إسرائيليون بعد ذلك بتجنيده في المخابرات عام 1983. وكجزء من عمله، قام بتصوير طرق إمدادات حزب الله، وسافر في جميع انحاء لبنان وسوريا. وابلغ معلوماته عن طريق الهاتف الساتلي، بل وقام بعده رحلات إلى إسرائيل بجواز سفر إسرائيلي تم الحصول عليه في بلجيكا أو إيطاليا. وتفيد التقارير بان الجراح قد تلقى ما يزيد عن 300000 دولار أمريكي علي مر السنتين. 

## الحياة الشخصية
عاش علي الجراح في المرج، لبنان مع زوجته مريم شموري الجراح وأطفالهما الخمسة. كما اتهم شقيق يوسف بمساعدته علي التجسس لصالح إسرائيل. ويقال أيضا ان جراح تزوجت سرا من زوجه ثانيه تعيش في المصنع (منطقة حدودية بين لبنان وسوريا)، مما سهل عليه التنقل بين الحدود اللبنانية-السورية. 
علي الجراح هو ابن العم الأول لزياد جراح، الذي يعرف بأنه أحد الذين اختطفوا الخطوط الجوية المتحدة الرحلة 93 كجزء من أحداث 11 سبتمبر 2001 . 